# Василевский, Андрей Андреевич
Андре́й Андре́евич Василе́вский (род. 25 июля 1994, Тюмень) — российский хоккеист, вратарь клуба НХЛ «Тампа-Бэй Лайтнинг». Обладатель Кубка Стэнли 2020 и 2021 годов, обладатель «Везина Трофи» 2019 года и «Конн Смайт Трофи» 2021 года. Чемпион мира 2014 года в составе сборной России, заслуженный мастер спорта России (2014), кавалер ордена Почёта (2014).

## Биография
Отец — Андрей Василевский (род. 1966) — хоккейный вратарь, воспитанник уфимского хоккея, играл в тюменском «Рубине», под занавес карьеры в 2000 году вернулся в Уфу, где стал тренером вратарей молодёжной хоккейной команды «Толпар». К тому моменту у него уже подрастали двое сыновей — Алексей (род. 1993) и Андрей (род. 1994). Обоих решено было отдать в хоккейную секцию «Салавата Юлаева». Поначалу оба играли на позиции нападающего, однако позже старший Алексей переквалифицировался в защитника, а младший Андрей — во вратаря.

## Клубная карьера

### КХЛ
Дебют Андрея Василевского в Континентальной хоккейной лиге состоялся в составе уфимского «Салавата Юлаева» в сезоне 2012/13, 23 ноября 2012 года в матче с «Донбассом».
В сезоне 2013/14 в составе уфимского «Салавата Юлаева» занял 2-е место в чемпионате России и 3-е место в чемпионате КХЛ.

### НХЛ
На драфте НХЛ 2012 года, проходившем в Питтсбурге, был выбран клубом «Тампа-Бэй Лайтнинг» в первом раунде под общим 19-м номером.
6 мая 2014 года руководство «Лайтнинг» заключило с Василевским трёхлетний контракт новичка. По окончании сезона КХЛ 2013/14 он не стал продлевать контракт с клубом «Салават Юлаев» и объявил об отъезде в НХЛ.

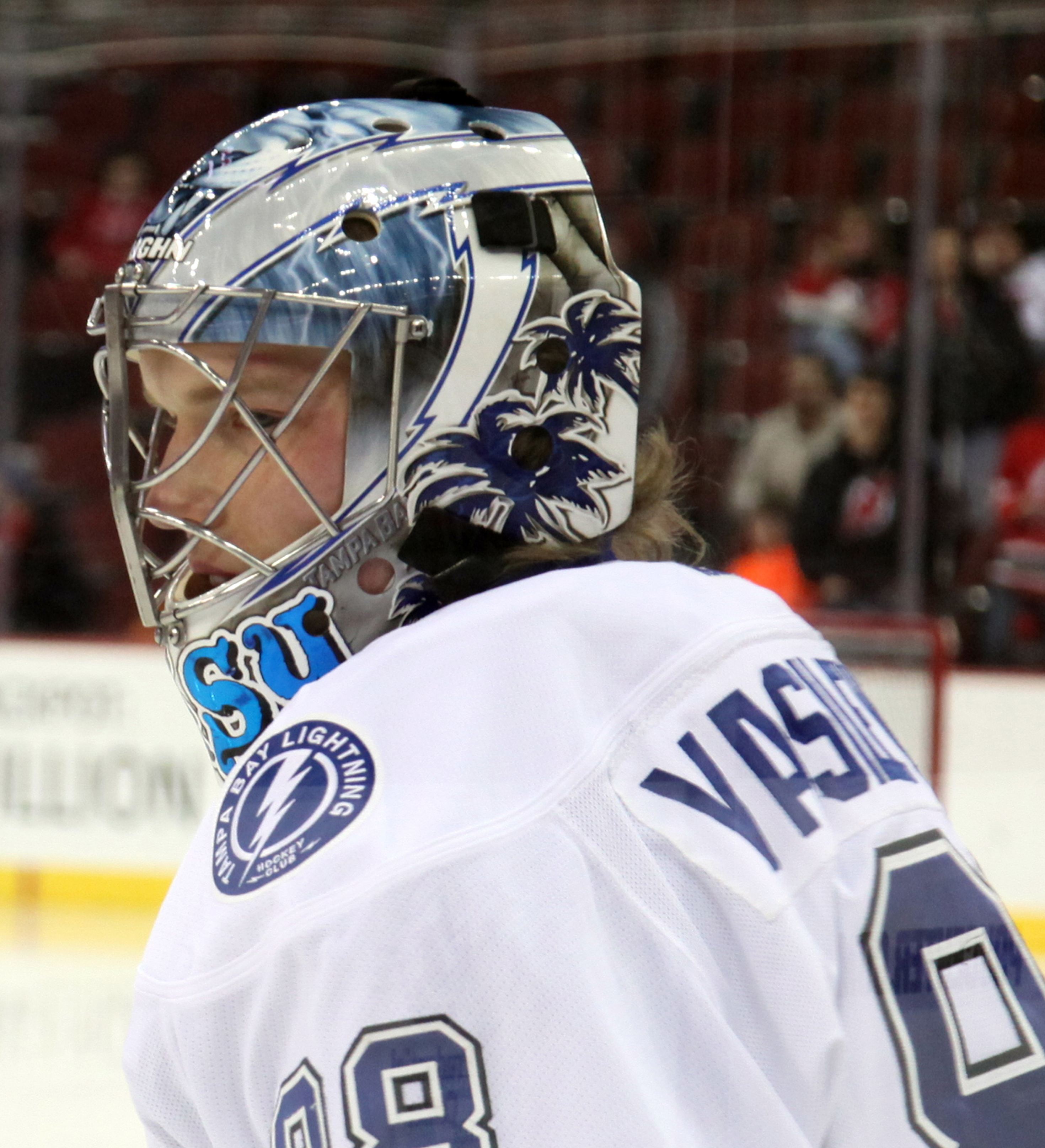
Василевский в игре за «Лайтнинг» в сезоне 2014/15

Дебютный матч в НХЛ провёл 16 декабря 2014 года против «Филадельфии Флайерз», в котором «Тампа» победила со счётом 3:1, а сам Василевский отбил 23 броска из 24.
3 марта 2015 года в матче против «Баффало Сейбрз» одержал свою первую «сухую» победу в НХЛ отразив все 28 бросков.
6 июня 2015 года одержал свою первую победу в плей-офф, которая состоялась во втором матче финала Кубка Стэнли против «Чикаго Блэкхокс». Высилевский сыграл 1:37, пока Бен Бишоп приходил в себя после травмы, но в эти минуты Джейсон Гаррисон забросил победную шайбу. Сразу после гола Бишоп вернулся в ворота, но, отыграв чуть более 3 минут, не смог продолжить игру, и менее, чем за 8 минут до конца 3-го периода, в ворота вернулся Василевский, сумев удержать ворота в неприкосновенности. Также полностью отыграл 4-й матч финальной серии, в котором «Тампа» уступила 1:2, а Василевский отбил 17 бросков из 19.
В сезоне 2015/16 провел 24 игры в регулярном сезоне, но в плей-офф после очередной травмы Бишопа стал основным вратарем «Тампы» в серии с «Питтсбург Пингвинз». «Молнии» уступили в серии 3-4, Василевский, отражал в каждом матче более 30 бросков.
Летом 2016 года заключил с «Лайтнинг» новое трехлетнее соглашение на $ 3,5 млн в год, начиная с сезона 2017/18.
Сезон 2016/17 начал в статусе запасного голкипера, но выходил в стартовом составе довольно часто, подменяя Бишопа, у которого в конце этого сезона заканчивался контракт. После обмена Бишопа в «Лос-Анджелес Кингз» окончательно утвердился в качестве первого номера «Тампы». За сезон провел 50 игр, из них 47 в стартовом составе, одержав в них 23 победы. Несмотря на это, «Лайтнинг» не смогли попасть в плей-офф и завершили сезон.

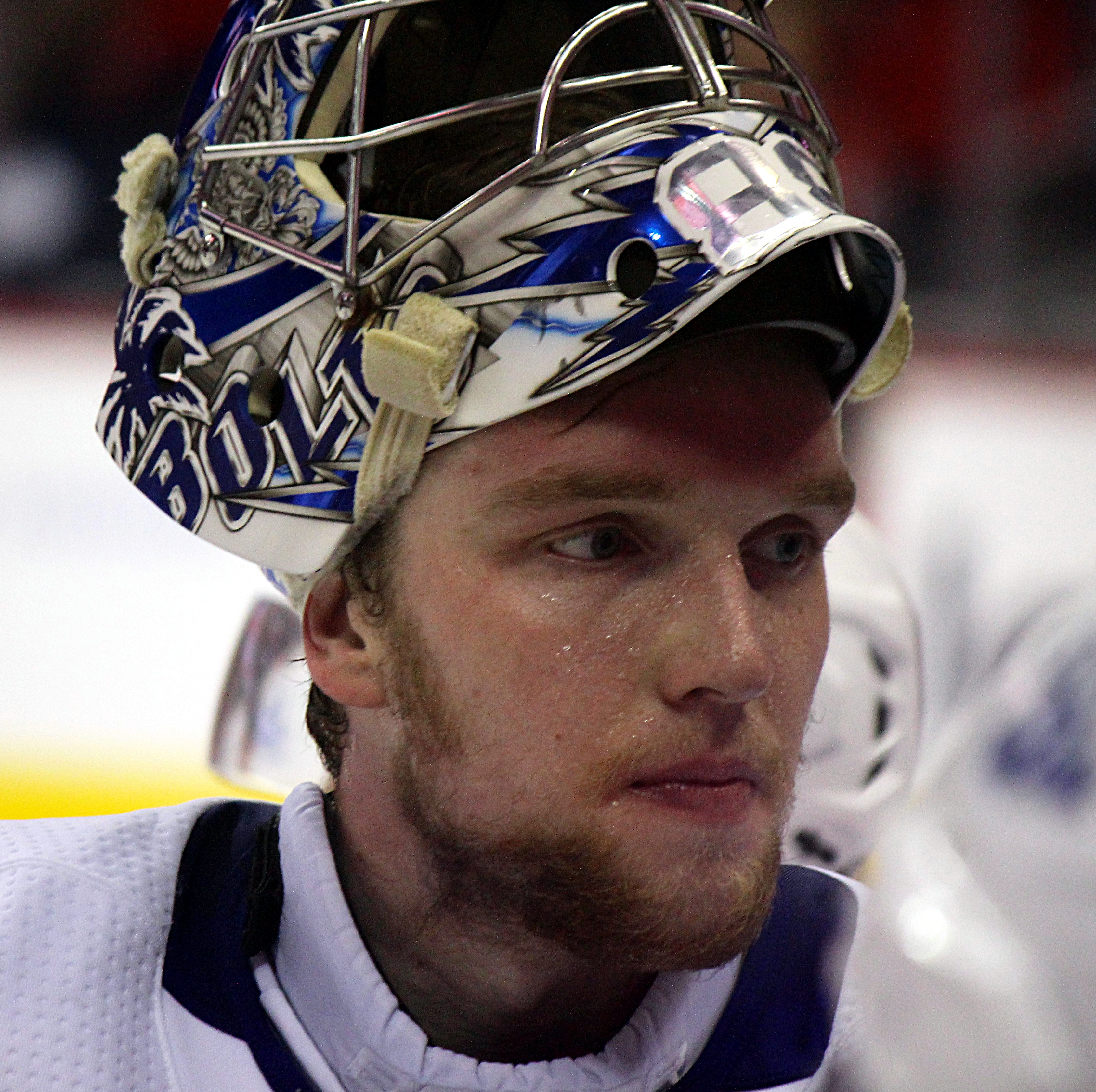
Май 2018 года

Следующий сезон, первый по новому контракту, начал безусловным первым номером команды, отыграв первые шесть матчей без замен и одержав пять побед. 30 октября 2017 после победы над «Флоридой Пантерз» (8:5) стал рекордсменом «Тампы», одержав девять побед подряд. В этом же сезоне выступил в своём первом матче всех Звёзд НХЛ. «Тампа-Бэй» стала победителем конференции, но в плей-офф проиграла финал конференции «Вашингтону» 3-4 в серии.
В сезоне 2018/19 снова попал в состав Матча всех звёзд НХЛ. На конкурсе вратарей занял второе место, отразив 8 бросков подряд. В составе команды стал победителем регулярного сезона. Однако, плей-офф сложился неудачно. В первом раунде неожиданно последовало сухое поражение в серии от «Коламбуса» 0-4. По итогам сезона был признан лучшим вратарём НХЛ и получил Везина Трофи.
29 июля 2019 года Василевский продлил контракт с «Лайтнинг» на 8 лет (до конца сезона 2027/28) на сумму 76 млн долларов.
В сезоне 2019/20 стал в третий раз участником Матча всех звёзд НХЛ. 11 августа 2020 года в первом матче плей-офф «Лайтнинг» в пятом овертайме обыграли «Коламбус Блю Джекетс» (3:2), игра стала четвёртой по продолжительности в истории НХЛ, Василевский за 150 минут отразил 61 из 63 бросков, установив рекорд клуба (вратарь «Коламбуса» Йоонас Корписало сделал 85 сейвов и установил рекорд современной НХЛ по сейвам в одной игре плей-офф). По итогам плей-офф Василевский впервые стал обладателем Кубка Стэнли, обыграв в финале «Даллас Старз» 4-2 в серии. Василевский одержал 18 побед в плей-офф (все победы команды) и установил рекорд НХЛ по количеству побед вратаря в одном плей-офф (ранее вратари могли выиграть максимум 16 матчей, но в связи с особенностями регламента в сезоне 2019/20 в плей-офф был сыгран квалификационный раунд для посева команд). Также Василевский установил рекорд по сыгранным минутам в одном плей-офф для вратаря (1708 минут и 12 секунд). При этом Василевский показал впечатляющий коэффициент надёжности — 1,90.
В сезоне 2020/21 вновь был основным вратарём «Лайтнинг» и помог клубу дойти до финала Кубка Стэнли, где были обыграны «Монреаль Канадиенс» (4-1). В последнем матче финальной серии Василевский сыграл «на ноль» (1:0), а всего в 23 матчах плей-офф одержал 16 побед, в том числе пять «сухих». Во всех четырёх сериях плей-офф Василевский играл «на ноль» в последнем матче серии. Второй год подряд Василевский показал очень высокий коэффициент надёжности (1,90), отбивая 93,7 % бросков.
26 ноября 2021 года одержал свою 200-ю победу в регулярных сезонах НХЛ, для чего Василевскому потребовалось сыграть 318 матчей. Только один голкипер добирался до этой отметки быстрее — Кен Драйден (309 игр).
В сезоне 2021/22 в очередной раз принял участие в Матче всех звёзд НХЛ. В регулярном сезоне провёл 63 матча (второй показатель за карьеру в НХЛ после 65 матчей в сезоне 2017/18) и одержал 39 побед с коэффициентом надежности 2,49 и отбивая 91,6 % бросков. «Лайтнинг» третий сезон подряд дошли до финала Кубка Стэнли (первая команда с подобным достижением с середины 1980-х годов), где проиграли в 6 матчах клубу «Колорадо Эвеланш».
14 ноября 2024 года после матча с «Виннипегом» (4:1) установил рекорд НХЛ, быстрее всех вратарей в истории одержав 300 побед (в 490 матчах). 12 декабря 2024 года сыграл свой 500-й матч в регулярных сезонах НХЛ, одержав в нём 306-ю победу со счётом 8:3 над «Калгари». Василевский стал пятым российским вратарём, сыгравшим 500 матчей в НХЛ, после Николая Хабибулина, Сергея Бобровского, Евгения Набокова и Семёна Варламова.

### В сборной
Всего сыграл за национальную команду России на трёх юниорских, трёх молодёжных и трёх взрослых чемпионатах мира.

#### Молодёжный чемпионат мира 2012
23 декабря 2011 года имя Василевского было названо в окончательном составе молодёжной сборной России для участия в молодёжном чемпионате мира 2012, причём Андрей оказался самым младшим из всех игроков, включённых в список. Тренерский штаб решил попробовать в первых встречах группового турнира двух вратарей, Василевского и Андрея Макарова, и в зависимости от их выступления определиться с первым номером на решающие игры.
В стартовом матче сборной России против Швейцарии Василевский оформил «шатаут», отразив 40 бросков соперников по своим воротам, и был признан организаторами лучшим игроком поединка в составе своей команды. Главный тренер россиян Валерий Брагин сказал, что победа сборной — заслуга вратаря.
Во второй игре против сборной Словакии ворота защищал Макаров. Действовал он уверенно и также помог команде победить, однако одну шайбу всё же пропустил. На третью игру вышел Василевский, и вновь записал на свой счёт «сухой» матч — со счётом 14:0 были разгромлены латыши. Валерий Брагин после этого поединка сказал, что хоть голкипер «Толпара» и не пропустил за 120 минут ни разу, но он не готов считать его первым номером, поскольку Макаров тоже здорово проявил себя.
В следующем матче за первое место в группе и за право напрямую выйти в полуфинал против Швеции в воротах играл Василевский. За первые два периода не пропустил, а в третьем пропустил трижды, и ещё одну шайбу в овертайме — в полуфинал вышли шведы. Тренер вратарей сборной России Сергей Черкас в преддверии матча 1/4 финала заявил:

После утренней раскатки будет принято решение по вратарю, когда мы увидим, как они оба выглядят. Пока и Василевский, и Макаров готовятся. Окончательное решение принимает главный тренер. Матч со шведами стал тяжелейшим для Василевского, он отыграл отлично, и если бы не он, команда пропустила бы штук 7—8. Андрей плакал после матча. И заплачешь тут, когда после первого периода ведешь 3:0, никто не мог предположить такого исхода, но так сложилось. Он это воспринял так, потому что впервые играет за молодёжную команду. Он чувствовал, что фортуна рядом, 3:0 уже, и такой эмоциональный надрыв в итоге. Нас беспокоит его психологическое состояние.— Сергей Черкас об Андрее Василевском после матча со Швецией
Тем не менее пост в воротах в 1/4 финала Брагин доверил Василевскому. Россияне в тяжёлом матче смогли победить сборную Чехии лишь в овертайме (2:1). Игра Василевского получила восторженные отзывы в СМИ.
В полуфинале, игравшемся уже на следующий день, изрядно вымотанной сборной России противостояли отдохнувшие канадцы, которые после первых двух периодов имели колоссальное преимущество по броскам — 35:18. Счёт был противоположным — 5:1 в пользу России. Три гола Евгения Кузнецова и надёжная игра Василевского были главными причинами такого уверенного результата. На 48-й минуте Никита Кучеров сделал счёт 6:1, но россияне потеряли концентрацию, а канадцы сумели забить дважды с временным интервалом в 23 секунды. После матча Валерий Брагин признал свою ошибку, сказав, что следовало заменить Василевского именно в этот момент. Но Василевский остался в воротах и, как отметили в своих репортажах журналисты, слегка «поплыл». На 51-й и 55-й минутах канадцы забросили ещё две шайбы, сократив отставание до минимального. Брагин решился наконец произвести замену вратаря, и Андрей Макаров сумел отстоять для России победный счёт 6:5.
Вопрос о голкипере на финальный поединок против Швеции решался в день самой игры, после утренней раскатки. Вот что сказал Сергей Черкас по этому поводу:

Мы приняли решение, что в финальном матче будет играть Макаров. Претензий к Василевскому нет, просто на него выпала очень большая нагрузка, это было общее решение тренерского штаба. Василевский отыграл на турнире просто великолепно, но Макаров в любом случае должен был быть готов.— Сергей Черкас о выборе вратаря на финальный матч
В финальном матче, несмотря на блистательную игру Макарова, отразившего 57 бросков по своим воротам из 58, россияне проиграли 0:1 в овертайме сборной Швеции.

#### Молодёжный чемпионат мира 2013
На молодёжном ЧМ 2013 в Уфе Василевский продолжил конкурировать с Андреем Макаровым.
На матчи плей-офф тренерским штабом сборной основным вратарем, как и в 2012 года, был выбран Василевский.
В 1/4 финала против сборной Швейцарии российская команда, сравняв счет на последних минутах, вырвала победу по буллитам 4:3. Василевский отбил 41 из 44 бросков, пропустил 1 гол в 5 попытках в серии буллитов и был одним из лучших игроков этого матча.
В полуфинале против шведов сборная России, пропустив две шайбы в первые десять минут, осталась в игре во многом благодаря игре Василевского, отразившего в итоге 38 из 40 бросков. Забив по голу на 8-х минутах 2 и 3 периодов, россияне перевели игру в безрезультативный овертайм. В серии буллитов Василевский пропустил 1 гол в 3 попытках, но этого шведской сборной хватило для победы.
В матче за бронзу против канадцев (6:5) место в воротах занял Андрей Макаров.
По итогам турнира Василевский стал вторым по проценту отраженных бросков и был включен в тройку лучших игроков российской команды.

#### Чемпионат мира 2014
Отыграл на турнире два матча предварительного раунда. Оба матча завершились победой сборной России. Был признан лучшим игроком в составе сборной. Отлично проявил себя в игре против сборной США (6:1), отразив 39 из 40 бросков. Провёл «сухой матч» против сборной Германии (3:0), отразив все 27 бросков.

#### Чемпионат мира 2017

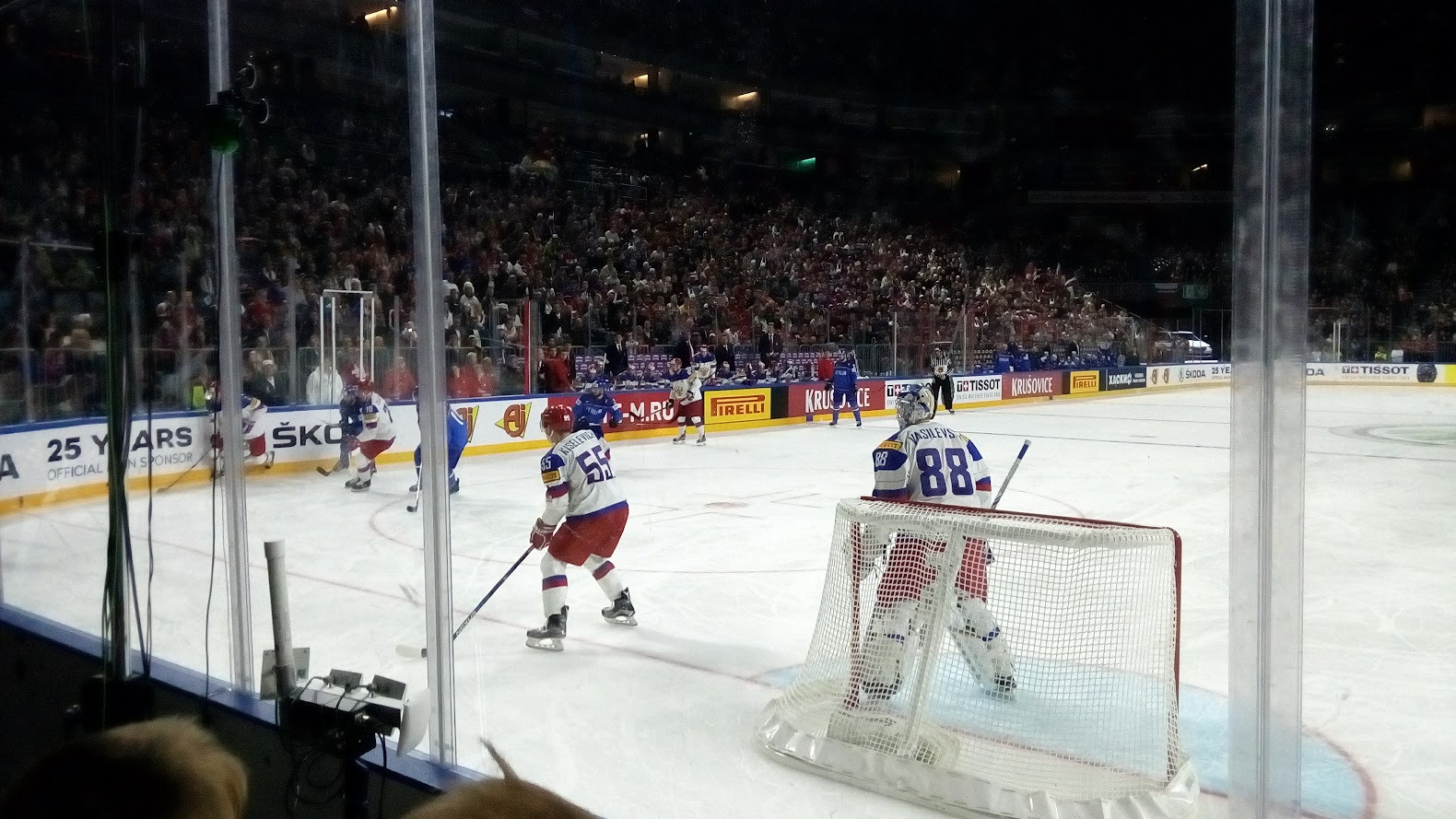
Василевский (№ 88) в матче против Италии на чемпионате мира 2017 года

На чемпионате мира 2017 года Василевский был основном вратарём сборной России и сыграл в 9 из 10 матчах турнира (только в матче группового этапа против Латвии ворота защищал Илья Сорокин). Василевский на групповой стадии сыграл на ноль против Дании (21 отражённый бросок) и Словакии (22 броска). В четвертьфинале Россия обыграла Чехию (3:0), Василевский отбил все 27 бросков. В полуфинале против Канады россияне вели 2:0 после второго периода, но в третьем канадцы сумели забросить 4 шайбы (одну в пустые ворота) и победить 4:2. В матче за третье место Россия обыграла Финляндию (5:3). Василевский был признан лучшим вратарём турнира и вошёл в символическую сборную. В 9 матчах турнира показал коэффициент надёжности 1,72 и отбил 93,6 % бросков.

#### Чемпионат мира 2019
На чемпионате мира 2019 года в Словакии Василевский вновь был основном вратарём сборной, проведя 8 из 10 матчей (два матча на групповой стадии сыграл Александр Георгиев). На групповой стадии, где россияне выиграли 7 матчей из 7, Василевский сыграл на ноль против Чехии (3:0, 23 отражённых броска) и Италии (10:0, 15 бросков). В четвертьфинале Россия в упорном матче обыграла США (4:3), Василевский отбил 29 из 32 бросков. В полуфинале против финнов Василевский пропустил только одну шайбу от Марко Анттилы, но вратарь финнов Кевин Ланкинен отбил все 32 броска. Это было единственное поражение сборной России на турнире. В матче за третье место россияне по буллитам обыграли команду Чехии (3:2). Василевский, как и в 2017 году, был признан лучшим вратарём турнира и единственный среди россиян вошёл в символическую сборную. Андрей отбил 94,6 % бросков и показал коэффициент надёжности 1,60.

### Личная жизнь
Жена Ксения, свадьба состоялась в 2014 году. В конце 2015 года у пары родился сын Лукас.

## Достижения
| Год     | Команда       | Достижение                          |
| ------- | ------------- | ----------------------------------- |
| 2013/14 | Салават Юлаев | Бронзовый призёр чемпионата КХЛ     |
| 2013/14 | Салават Юлаев | Серебряный призёр чемпионата России |

| Год              | Команда            | Достижение                            |
| ---------------- | ------------------ | ------------------------------------- |
| 2015, 2020, 2021 | Тампа-Бэй Лайтнинг | Обладатель Приза принца Уэльского (3) |
| 2019             | Тампа-Бэй Лайтнинг | Обладатель Президентского Кубка       |
| 2020, 2021       | Тампа-Бэй Лайтнинг | Обладатель Кубка Стэнли (2)           |

| Год        | Команда         | Достижение                                       |
| ---------- | --------------- | ------------------------------------------------ |
| 2011       | России (юниор.) | Бронзовый призёр юниорского чемпионата мира      |
| 2012       | России (мол.)   | Серебряный призёр молодёжного чемпионата мира    |
| 2013, 2014 | России (мол.)   | Бронзовый призёр молодёжного чемпионата мира (2) |
| 2014       | Россия          | Чемпион мира                                     |
| 2017, 2019 | Россия          | Бронзовый призёр чемпионата мира (2)             |

| Год       | Команда       | Достижение                             |
| --------- | ------------- | -------------------------------------- |
| 2013/2014 | Салават Юлаев | Лучший новичок сезона                  |
| 2013/2014 | Салават Юлаев | Лучший новичок полуфинала плей-офф     |
| 2013/2014 | Салават Юлаев | Лучший новичок четвертьфинала плей-офф |
| 2013/2014 | Салават Юлаев | Лучший новичок месяца — Апрель 2014    |
| 2013/2014 | Салават Юлаев | Лучший новичок месяца — Март 2014      |
| 2013/2014 | Салават Юлаев | Лучший новичок месяца — Ноябрь 2013    |
| 2013/2014 | Салават Юлаев | Лучший новичок месяца — Сентябрь 2013  |

| Год       | Команда        | Достижение                    |
| --------- | -------------- | ----------------------------- |
| 2014/2015 | Сиракьюз Кранч | Вратарь месяца — Декабрь 2014 |

| Год                          | Команда            | Достижение                                              |
| ---------------------------- | ------------------ | ------------------------------------------------------- |
| 2018, 2019, 2020, 2022, 2023 | Тампа-Бэй Лайтнинг | Участие в матче звёзд НХЛ (5)                           |
| 2019                         | Тампа-Бэй Лайтнинг | Обладатель «Везина Трофи»                               |
| 2019, 2021                   | Тампа-Бэй Лайтнинг | Попадание в первую символическую сборную Всех звёзд (2) |
| 2021                         | Тампа-Бэй Лайтнинг | «Конн Смайт Трофи»                                      |

| Год        | Команда | Достижение                                            |
| ---------- | ------- | ----------------------------------------------------- |
| 2017       | Россия  | Лучший вратарь чемпионата мира                        |
| 2017, 2019 | Россия  | Попадание в символическую сборную чемпионата мира (2) |
| 2019       | Россия  | Лучший вратарь чемпионата мира                        |

## Награды
- Орден Почёта (27 мая 2014 года) — вручён Президентом России Владимиром Путиным за победу в чемпионате мира 2014 года в составе сборной России по хоккею[35].